# Dārta Zunte
Dārta Zunte (21 november 2000) is een Lets skeletonster.

## Carrière
Zunte maakte haar wereldbekerdebuut in het seizoen 2020/21 waar ze een 21e plaats behaalde in de eindstand. Ze maakte op het wereldkampioenschap 2020 haar debuut en eindigde 29e individueel.

## Resultaten

### Wereldkampioenschappen
| Jaar | Plaats    | Resultaat       |
| ---- | --------- | --------------- |
| 2020 | Altenberg | 28e individueel |

### Wereldbeker
Eindklasseringen
| Seizoen   | Rang |
| --------- | ---- |
| 2020/2021 | 29e  |